# Джалгаон
Джалга́он, Джалгао́н (маратхі जळगाव) — місто у північній частині індійського штату Махараштра. Є адміністративним центром однойменного округу.

## Клімат
Місто розташовується у зоні, котра характеризується кліматом помірних степів та напівпустель. Найтепліший місяць — травень із середньою температурою 32.6 °C (90.6 °F). Найхолодніший місяць — грудень, із середньою температурою 20.9 °С (69.6 °F).
| Клімат Джалгаона        | Клімат Джалгаона | Клімат Джалгаона | Клімат Джалгаона | Клімат Джалгаона | Клімат Джалгаона | Клімат Джалгаона | Клімат Джалгаона | Клімат Джалгаона | Клімат Джалгаона | Клімат Джалгаона | Клімат Джалгаона | Клімат Джалгаона | Клімат Джалгаона |
| Показник                | Січ.             | Лют.             | Бер.             | Квіт.            | Трав.            | Черв.            | Лип.             | Серп.            | Вер.             | Жовт.            | Лист.            | Груд.            | Рік              |
| Середній максимум, °C   | 29,9             | 32,1             | 36,2             | 39,3             | 40,5             | 35,8             | 31,1             | 30               | 31,4             | 33,3             | 30,9             | 29,4             | 33,3             |
| Середня температура, °C | 21,1             | 22,9             | 27,1             | 30,8             | 32,6             | 30               | 26,8             | 26               | 26,3             | 26,1             | 22,9             | 20,9             | 26,1             |
| Середній мінімум, °C    | 12,3             | 13,6             | 18               | 22,2             | 24,6             | 24,1             | 22,6             | 22               | 21,1             | 19               | 14,9             | 12,4             | 18,9             |
| Норма опадів, мм        | 3.3              | 1.5              | 4.6              | 3.4              | 14.7             | 129.2            | 188.9            | 145.7            | 156.3            | 40.2             | 25.7             | 8.1              | 721.4            |
| ----------------------- | ---------------- | ---------------- | ---------------- | ---------------- | ---------------- | ---------------- | ---------------- | ---------------- | ---------------- | ---------------- | ---------------- | ---------------- | ---------------- |
| Джерело: Weatherbase    |                  |                  |                  |                  |                  |                  |                  |                  |                  |                  |                  |                  |                  |